# Le Grand Inquisiteur (film, 1968)
Pour les articles homonymes, voir Le Grand Inquisiteur (homonymie) et Witchfinder General.
Pour plus de détails, voir Fiche technique et Distribution.
Le Grand Inquisiteur (titre original : Witchfinder General et The Conqueror Worm pour les États-Unis) est un film de procès britannique réalisé par Michael Reeves, sorti en 1968. L'histoire tourne autour de Matthew Hopkins et de la chasse aux sorcières. Dans les rôles principaux, on trouve Vincent Price, Ian Ogilvy et Hilary Dwyer.

## Synopsis
Les « exploits meurtriers » de Matthew Hopkins, chasseur de sorcières du 17e siècle prétendant avoir été nommé par le Parlement anglais pour traquer les sorcières durant la Première révolution anglaise...

## Fiche technique
- Réalisation : Michael Reeves
- Scénario : Tom Baker et Michael Reeves, d'après le roman de Ronald Bassett
- Musique : Paul Ferris
- Photographie : John Coquillon
- Montage : Howard Lanning
- Genre : horreur historique, folk horror[1],[2]
- Durée : 86 minutes
- Dates de sortie : 
  - Royaume-Uni : 19 mai 1968
  - France : 10 septembre 1969
- Classification : Interdit aux moins de 12 ans

## Distribution
- Vincent Price (VF : Raymond Gérôme) : Matthew Hopkins
- Ian Ogilvy : Richard Marshall
- Hilary Dwyer : Sara
- Rupert Davies : John Lowes
- Robert Russell : John Stearne
- Patrick Wymark (VF : William Sabatier) : Oliver Cromwell